# Europejskie Igrzyska Halowe w Lekkoatletyce 1966 – bieg na 1500 m mężczyzn
Bieg na 1500 metrów mężczyzn – jedna z konkurencji biegowych rozgrywanych podczas lekkoatletycznych europejskich igrzysk halowych w hali Westfalenhalle w Dortmundzie. Został rozegrany (jak zresztą całe igrzyska) 27 marca 1966. Zwyciężył reprezentant Wielkiej Brytanii John Whetton.

## Rezultaty

### Finał
Rozegrano od razu finał, w którym wzięło udział 8 biegaczy.
Opracowano na podstawie materiału źródłowego.
| Miejsce | Zawodnik          | czas   |
| ------- | ----------------- | ------ |
| 1       | John Whetton      | 3:43,8 |
| 2       | Oleg Rajko        | 3:46,7 |
| 3       | Ulf Högberg       | 3:47,2 |
| 4       | Karl Eyerkaufer   | 3:47,3 |
| 5       | Klaus Prenner     | 3:48,3 |
| 6       | Francesco Bianchi | 3:49,9 |
| 7       | Claude Damoiseaux | 3,57,5 |
| 8       | Jorge González    | 4:06,4 |